# Onitis adriani
Onitis adriani là một loài bọ cánh cứng trong họ Bọ hung (Scarabaeidae).